# Swedish National Space Agency
Die Swedish National Space Agency (SNSA, schwedisch Rymdstyrelsen) ist eine Regierungsbehörde des schwedischen Ministeriums für Bildung und Forschung. Sie hat etwa 25 Mitarbeiter und ein Büro in der Stadt Solna in der Nähe von Stockholm. Bis 2018 war sie als SNSB (Swedish National Space Board) bekannt.
Zu den Hauptaufgaben der SNSA gehört das Verteilen von Geldern der Regierung, die für Forschung im Weltall eingesetzt werden sollen. Im Jahr 2023 standen der SNSA etwa 1300 Mio. Schwedische Kronen (etwa  113 Mio. Euro) zur Verfügung.
Ein wichtiger Aspekt ist die Zusammenarbeit bei internationalen Projekten mit der ESA. Hierfür werden etwa 70 Prozent der Mittel eingesetzt. Auch mit der NASA besteht eine Zusammenarbeit. Geleitet wird die SNSA seit dem Jahr 2018 von Anna Rathsman.

## Satellitenprojekte des SNSA
Bis 2011 war die SNSA an sechs Satellitenprojekten beteiligt:
- Viking (Februar 1986 – Mai 1987)
- Freja (Oktober 1992 – Oktober 1996)
- Astrid 1 (Januar 1995 – März 1995)
- Astrid 2 (Dezember 1998 – Juli 1999)
- Odin (seit Februar 2001)
- Prisma (seit Juni 2010)